# Jeannot Moes
Jeannot Moes (Luxemburgo, 11 de mayo de 1948) es un exfutbolista luxemburgués. Se desempeñaba en posición de guardameta.

## Selección nacional
Fue internacional con la Selección de fútbol de Luxemburgo en cuarenta y dos ocasiones entre 1970 y 1983.

## Clubes
| Club          | País       | Año         |
| ------------- | ---------- | ----------- |
| Avenir Beggen | Luxemburgo | 1967 - 1989 |

## Palmarés

### Campeonatos nacionales
| Título             | Club          | País       | Año                             |
| ------------------ | ------------- | ---------- | ------------------------------- |
| Division Nationale | Avenir Beggen | Luxemburgo | 1968/69 1981/82 1983/84 1985/86 |
| Copa de Luxemburgo | Avenir Beggen | Luxemburgo | 1982/83 1983/84 1986/87         |